# Austin Ice Bats
Die Austin Ice Bats waren ein US-amerikanisches Eishockey-Team aus Austin, Texas, das von 2001 bis 2008 in der Central Hockey League, einer nordamerikanischen Minor League, spielte. Benannt war das Team nach der Bulldoggfledermaus, die in der Innenstadt vor allem unter Congress Avenue Bridge nistet.

## Geschichte
Das Franchise, das 1996 als Mannschaft der Western Professional Hockey League gegründet wurde, trug seine Heimspiele bis zum Ende der Saison 2005/06 in der 6.500 Zuschauer fassenden Luedecke Arena im Travis County Exposition Center aus, eine mit einer Eisfläche ausgestattete Mehrzweckarena, die von den Fans den Namen "Bat Cave" (Fledermaushöhle) erhielt. Im Sommer 2001 fusionierte die WPHL mit der Central Hockey League, in der die Ice Bats anschließend antraten.
Am 5. Februar 2005 stimmten die Bürger von Cedar Park, einem Vorort von Austin, dem Bau einer neuen, 30,8 Millionen US-Dollar teuren Halle zu. Die Arena sollte als neues Zuhause der Ice Bats, sowie als Konzerthalle und Lokalität für andere Veranstaltungen dienen, das Projekt wurde jedoch nicht fertiggestellt. Am 15. Februar 2006 gaben die Ice Bats schließlich bekannt, die Luedecke Arena in Richtung Chaparral Ice in Pflugerville zu verlassen. Dieser Umzug wurde zur Saison 2006/07 vollzogen, nachdem Umbauarbeiten in der neuen Arena abgeschlossen sind. Im Chaparral Ice finden 2.000 Zuschauer bei Eishockeyspielen Platz.
Im Mai 2008 zogen die Verantwortlichen das Franchise aus der Central Hockey League zurück.

## Ehemalige Spieler
Folgende Spieler, die für die Austin Ice Bats aktiv waren, spielten im Laufe ihrer Karriere in der National Hockey League:
| - John Blue - Brian Dobbin - Chad Erickson - Jeff Greenlaw - Stu Kulak - Paul Lawless | - Dave Morissette - Scott Shaunessy - Bruce Shoebottom - Christian Soucy - Terry Virtue |